# 12327 Terbrüggen
12327 Terbrüggen è un asteroide della fascia principale. Scoperto nel 1992, presenta un'orbita caratterizzata da un semiasse maggiore pari a 2,3028295 UA e da un'eccentricità di 0,1119546, inclinata di 1,22438° rispetto all'eclittica.